# ゲゲゲの鬼太郎 (テレビアニメ第6シリーズ)
『ゲゲゲの鬼太郎』（ゲゲゲのきたろう）は、2018年4月1日から2020年3月29日まで、フジテレビ他で毎週日曜9時 - 9時30分（JST）に全97話が放送された、東映アニメーション制作のテレビアニメ。水木しげるの漫画『ゲゲゲの鬼太郎』を原作とする、妖怪アニメ作品のテレビシリーズとしては6シリーズ目に当たる。

## 概要

### 制作

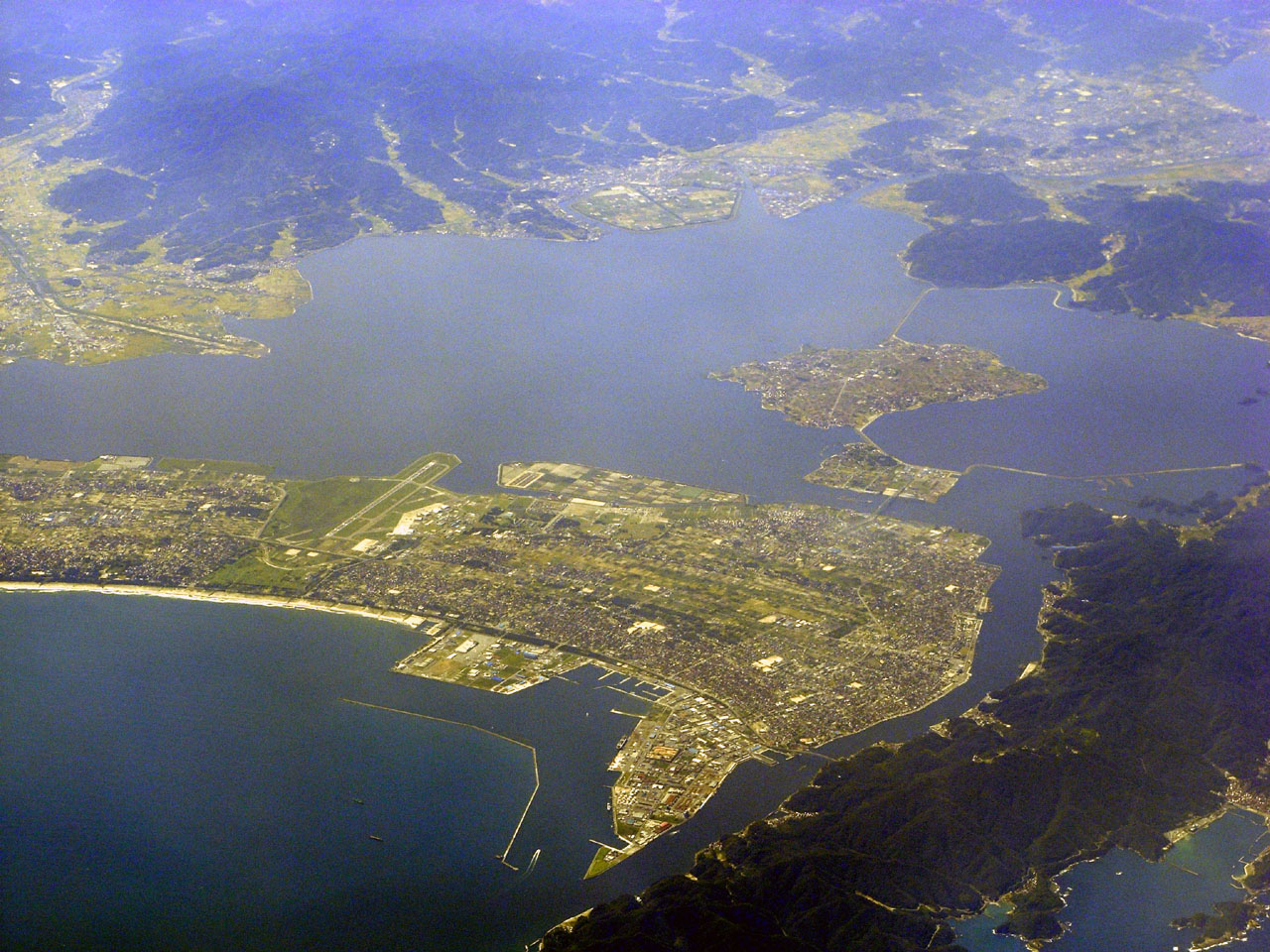
舞台の一つとなった境港市

原作者の水木しげる没後初のシリーズであり、アニメ『ゲゲゲの鬼太郎』（第1シリーズ）放送開始50周年を記念して制作された。目玉おやじ役は、第1シリーズより長年にわたって同役を担当した田の中勇が2010年に逝去したことに伴い、本作品では第1・第2シリーズ・墓場鬼太郎の3作品で鬼太郎役として主演を務めた野沢雅子が担当。他のメインキャストも従来のシリーズ同様に一新された。メインキャストには、古川登志夫、田中真弓、山口勝平など過去のシリーズで準レギュラーとして出演歴のある声優も起用された。また、ゲスト出演としての声優には、過去のレギュラー出演歴などを意識したキャスティングが成される場合もある。
メインスタッフも一新されてはいるが、過去のシリーズで脚本・演出・作画等で参加したスタッフが一部続投や再び制作に携わってもいる。音楽は実写映画2作目の『ゲゲゲの鬼太郎 千年呪い歌』も手掛けた高梨康治が担当している。前作と同様に、EDにはオリジナル曲が採用されているが、水木しげるの次女・水木悦子が作詞している歌もあり（3番目のED）、本作品でも劇中曲に「カランコロンの歌」のアレンジBGMが存在する。

## 登場人物について
第3シリーズの天童ユメコ以来となる人間側のヒロインとして、本作品では中学生の犬山まながレギュラー登場する。まなはユメコ同様にオリジナルキャラだが、東京都調布市に住んでおり、また鳥取県境港市に父親の実家があるなど、原作者の水木しげるに関連した設定が付加されている。従来からの妖怪側のヒロインであるねこ娘は、本作品では成人女性に近いスタイルの美女として描かれ、ファッションや頭髪もアレンジされて第4シリーズに近いカラーリングとなった。この他ねずみ男の衣装は第3シリーズと同じ濃い空色となっている。完全に全話登場しているのは鬼太郎と目玉おやじの2名であり、ねこ娘はメインヒロインとしてほぼ毎回登場するが、時折姿を見せない話や出ても台詞なしの場合もある。ねずみ男も前作よりは出番が多くなった（ねこ娘よりは少ない）が、全ての話に絡んで来るわけではなく、登場しないエピソードやしても金にならなければ途中で立ち去る回もある。まなは正義感の強い性格から第3シリーズのユメコよりも活躍する頻度は多いが、ユメコと違い最初はゲゲゲの森へ入れなかったこともあり（ゲゲゲの森へ入れるようになったのは第37話から）、登場しない話も少なくない。
『鬼太郎』のアニメ作品においては（『墓場鬼太郎』を除く）初めて、「鬼太郎が赤ん坊の頃水木という青年に育てられた」ことが言及されている。鬼太郎が少年の姿のまま何十年も生きているという描写は従来同様だが、本作品では鬼太郎のみならず鬼太郎ファミリー全員が、数十年前から現在と姿が変わっていない描写もなされており、この点が明確に描かれたのは本作品が初めてである。また目玉親父のかつての姿として、これまでは不治の病で全身に包帯を巻いた姿しか描かれなかったが、本作品では病罹患前の幽霊族としての全盛期にあたる姿が初めて描かれている。

### 物語構成
大半の事件は各話毎に解決しているが、それとは別個に大まかに話数クールの節目毎に区切る形式にて複数の章が描かれている。まず第1話からは、謎の存在・「名無し」が鬼太郎たちと敵対する最初の大きな黒幕的存在として登場し、第11・12話で八百八狸軍団が襲来する「八百八狸前・後編」などの幾つかの大きなストーリーの進展と共に、まなを標的にする描写が増えていく。第16話からはシリーズ初の水木しげるの故郷・鳥取県境港市が舞台となる「境港編」も、短編として各章の中で定期的に挿入されるようになった。第27話からは鬼太郎の宿敵・バックベアード率いる西洋妖怪軍団が登場する「西洋妖怪編」が描かれた。西洋妖怪のヴィジュアルは、前作同様に原作の設定はベースにしつつも大幅にアレンジされた。この「西洋妖怪編」では、原作からアレンジされた西洋妖怪キャラの一人にして、ねこ娘とまなに次ぐヒロインポジションとなる魔女のアニエスが第27話から第37話まで鬼太郎ファミリーの仲間として毎回登場した。「西洋妖怪編」にもバックベアード軍団が絡まない事件があり、名無しが日本妖怪と西洋妖怪の戦いを利用する存在として裏で関与していた。第37話で鬼太郎ファミリーは西洋妖怪軍団に勝利する。アニエスは「西洋妖怪編」終了後も鬼太郎たちに重要な情報を伝えたり、決戦時に助っ人として駆け付けるなど要所で活躍する。第38話からは通常通りの無関係な単発の事件を各話毎に解決する形式と同時進行する「名無し最終決戦編」が描かれ、そのクライマックスとなる第47話から第49話で名無しの正体と、彼がまなを狙っていた理由も明かされたうえで決着がつけられた。一方で、この「名無し最終決戦編」クライマックスでねこ娘とまなの身に起きた出来事は、間接的に鬼太郎ファミリーの次の戦いへのきっかけとなり、番組も2年目に突入した第50話からは鬼太郎ファミリーと、地獄から脱獄した（事件の発端に改元を絡めている）極悪妖怪と呼ばれる「大逆の四将」、それに妖怪を憎む鬼道衆の末裔・石動零（いするぎれい）による三つ巴の戦いへと展開していく「地獄の四将編」が描かれる。「地獄の四将編」でも四将や零が絡まない話は多く、さらに第56話・第57話では一度37話にて鬼太郎に倒されたバックベアードのことにも触れており、水面下で復活計画が企てられていることも判明している。第74話・第75話では「地獄の四将編」のクライマックスとして、四将の中でも特に強力な九尾の狐・玉藻前との決戦を描きつつも、大逆の四将を地獄から脱獄させた張本人は不明なままで、続く第76話からは鬼太郎の宿敵・ぬらりひょんと側近の朱の盆が登場する「最終章・ぬらりひょん編」が描かれ、ぬらりひょんが大逆の四将を脱獄させ零を狂わせた張本人と判明し、鬼太郎ファミリーと対峙する。ぬらりひょんたちが絡まない単発の事件も描かれながら、ぬらりひょんは復活したバックベアード率いる西洋妖怪軍団を利用して、同時に女性総理も巧みに妖怪を憎む心境へと誘導し、関っている全ての妖怪と人間を泥沼の戦争状態へと陥れていく。最終話で戦争を望まない者や過ちを認めた者達は和解し、総理やバックベアード、ぬらりひょんなど各首謀者や過ちを認めなかった者達が滅び去ったことによって事態は収束するが、その代償としてまなが鬼太郎を助けるために記憶を失い、周囲の妖怪と人間の関係者全員が成り行きを見守る中、まなは10年後に鬼太郎と再会して記憶を取り戻し、そこから鬼太郎ファミリーやアニエス・アデル姉妹などの妖怪たちとの交流が再開されるという場面で完結を迎えた。
次回予告の決め台詞は「見えない世界の扉が開く」。予告ナレーションは鬼太郎が目玉おやじに語り掛ける形式だが、目玉おやじのナレーションは殆ど無く、最終章の第95話のみ鬼太郎の名前を呼ぶナレーションが入った。

### 放送終了後の展開
本作品の終了後、後番組として放送が始まった『デジモンアドベンチャー:』が、新型コロナウイルスの感染拡大の影響による放送延期と休止に入ったのに伴い、その代替番組として本作品の一部の話数の再放送が、2020年4月26日から5月31日まで実施された。
2020年6月1日、放送批評懇談会により発表された第57回ギャラクシー賞にて、テレビ部門特別賞を受賞した。アニメーション作品が同賞を受賞するのは、1993年度第31回テレビ部門・奨励賞を受賞した、「海がきこえる」以来である。贈賞理由では「原作を現代社会にあわせるなど表現を工夫しながら、基本設定は原作そのままで、社会や時代が変わっても、人間社会が抱える闇や怖さは原作時代同様普遍的であると教えてくれた。日曜の朝に子どもたちに向けて丁寧にメッセージを送ることに徹底して作られ、それが多くの人たちの共感を呼ぶ。テレビアニメのあるべき仕事」と原作に回帰した作品作りや、原作同様の普遍性や作品性を評価している。
2021年3月7日に行われたオンラインイベント「まんが王国とっとり 生誕99年 水木しげる生誕祭」にて、翌2022年に水木しげる生誕100年を迎えるのを受けて立ち上げられた「水木しげる生誕100周年記念4大プロジェクト」の一環として、本作品の劇場版に当たる新作アニメ『鬼太郎誕生 ゲゲゲの謎』の制作が発表された。

### その他
水木しげる没後の2016年より、東京都調布市が水木の命日である11月30日を「ゲゲゲ忌」と名付け、水木の功績を称えるイベントなどが毎年開催されている。本作品からも、2018年より沢城みゆき、野沢雅子、古川登志夫、庄司宇芽香、藤井ゆきよら主要キャストがゲストとして、それに永富大地ら主要スタッフもトークショーの司会担当などいった形で参加している。

## キャスト
- 鬼太郎 - 沢城みゆき
- 目玉おやじ - 野沢雅子
- ねずみ男 - 古川登志夫（第2話から登場だが、第3話は未登場なため、第4話から本格的に登場）
- ねこ娘 、黒猫[注 4] - 庄司宇芽香（第2話から登場）
- 砂かけばばあ - 田中真弓（第2話から登場）
- 子泣きじじい、ぬりかべ - 島田敏（第2話から登場）
- 一反もめん - 山口勝平（第2話から登場）
- 犬山まな - 藤井ゆきよ
- アニエス - 山村響
- アデル - ゆかな
- 伊吹丸 - 古谷徹
- 石動零 - 神谷浩史
- 桃山雅、呼子、アルカリユリコ - 祖山桃子
- 石橋綾 - 石橋桃
- 裕太、マンガンアヤナ - 古城門志帆
- 蒼馬 - 新井良平
- 大翔、ニッケルカナ - 森下由樹子
- 豆腐小僧 - 関根有咲
- 寝肥り - くじら
- 犬山純子 - 皆口裕子
- 犬山裕一 - 高塚正也
- 犬山庄司 - 魚建
- 犬山リエ、総理 - れいみ
- 閻魔大王 - 大友龍三郎
- 朱の盆 - チョー
- ヴォルフガング、こうもり猫 - 草尾毅
- カミーラ - 井澤詩織
- ヴィクター・フランケンシュタイン - 白石涼子
- 鵺 - 辻親八
- 黒坊主 - 千葉繁
- HIKAKIN（本人役、特別出演）
- 白山坊 - 高木渉[注 5]
- ゆき - 西村ちなみ[注 6]
- ゆきの母 - 三田ゆう子[注 7]
- 沼御前、愛野おしえ - 今野宏美[注 8]
- モンロー - 色川京子[注 9]
- 名無し - 銀河万丈
- バックベアード - 田中秀幸
- 九尾の狐・玉藻前 - 田中敦子
- ぬらりひょん - 大塚明夫

## スタッフ
- 原作：水木しげる
- 企画：情野誠人→渡辺恒也（フジテレビ）、渡辺和哉（読売広告社）、鷲尾天（東映アニメーション）（-第49話）
- プロデューサー：狩野雄太（フジテレビ）、佐川直子（読売広告社）、永富大地（東映アニメーション）、高見暁（東映アニメーション）
- シリーズ構成：大野木寛
- 音楽：高梨康治、刃-yaiba-
- 製作担当：大町義則、井桁啓介、藤岡和実
- 美術設定：天田俊貴
- 美術監督・美術：今野慎一（-第38話）→加藤恵（第39話-）
- 色彩設計：清田直美
- キャラクターデザイン・総作画監督：清水空翔
- シリーズディレクター：小川孝治
- キャスティング協力：原道太郎（青二プロダクション）
- 背景3Dモデリング：三戸康史
- 撮影監督：石山智之（-第49話）→鈴木那智（第50話-）
- 編集：𠮷田公紀
- 録音：松田悟
- 録音助手：鈴木慎梧
- 音響効果：中島勝大（スワラ・プロ）
- 選曲：佐藤恭野
- 記録：小川真美子→中島美咲→縫部萌
- プロデューサー補：高見暁→橋本信太郎
- アシスタントプロデューサー：谷上香子
- 協力：原口智裕（水木プロダクション）
- 制作：フジテレビ、読売広告社、東映アニメーション

## 主題歌

### オープニングテーマ
「ゲゲゲの鬼太郎」
氷川きよし（日本コロムビア）によるオープニングテーマ。作詞は水木しげる、作曲はいずみたく、編曲は田中公平。
キーが過去のシリーズより高いト短調となり、オーケストラを強調したアレンジとなっている。リズムはオリジナルの第1・第2シリーズに準じたもので、第4シリーズ及び第5シリーズの2曲目と同調であり、映像では犬山まなの背後に妖怪が立つシーンで49話までは敵である名無しが登場していたが、50話以降は味方の妖怪たちが登場するようになった。2018年6月9日に放送された、『ミュージックフェア』にて同曲と共に氷川と鬼太郎ファミリー（外見は第5シリーズと同じ）がゲストとして出演し、同年7月25日に放送された『2018 FNSうたの夏まつり』にて同曲と共に氷川と鬼太郎ファミリー（外見は第6シリーズと同じ）がゲストとして出演した。

### エンディングテーマ
※第21話以降は地上波のみ、映像の右上に一言で簡略された予告が表示される。
「鏡の中から」（第1話 - 第13話）
まねきケチャ（日本コロムビア）によるエンディングテーマ。作詞は古谷完、作曲・編曲は末益涼太（Elements Garden） 。
「GET A NOTE」（第14話 - 第26話）
レキシ（Colourful Records）によるエンディングテーマ。作詞・作曲・編曲は池田貴史。
本作品ではBGMになっている「カランコロンの歌」（第1・第2・第4シリーズのエンディングテーマ）と同様に、鬼太郎の下駄の音が歌詞の中で表現されている。
「見えんけれども おるんだよ」（第27話 - 第37話）
氷川きよし（日本コロムビア）によるエンディングテーマ。作詞は水木悦子、作曲は田中公平、編曲は田中公平、東大路憲太。
身近にいる妖怪たちを紹介する歌詞になっている。映像では第3シリーズと同様に、水木の妖怪画と共にデフォルメされた姿（アイキャッチやLINEスタンプとは別デザイン）の鬼太郎とねこ娘（着物姿だった第3シリーズと異なり、普段着）が踊り、終盤の歩道橋カットには『墓場鬼太郎』も含む歴代アニメや『悪魔くん』、その他水木しげるの漫画作品に登場する妖怪や人物名や語句が看板などの名前にアレンジされて多数描かれている。
「No.999」（第38話 - 第49話）
go!go!vanillas（Getting Better）によるエンディングテーマ。作詞・作曲は牧達弥、編曲はgo!go!vanillas。
「RONDO」（第50話 - 第62話）
BUCK-TICK（ビクターエンターテイメント）によるエンディングテーマ。作詞は櫻井敦司、作曲は今井寿、編曲はBUCK-TICK。
映像ではイントロ部分で曲に合わせ鬼太郎が琵琶を弾くシーンがあり、物語の展開が「地獄の四将編」に入ったのに併せて地獄を中心に描かれている。
「うしみつジャンボリー」（第63話 - 第75話）
スターダスト☆レビュー（日本コロムビア）によるエンディングテーマ。作詞・作曲は根本要、編曲は佐橋佳幸。
映像では第62話までに登場した人間や妖怪達がそれぞれ人間界で過ごしている様子が描かれているが、「地獄の四将編」完結となった第75話では、本編エピローグと併せて流れた。
「あるわけないのその奥に」（第76話 - 第86話）
まねきケチャ（日本コロムビア）によるエンディングテーマ。作詞は古谷完、作曲・編曲は藤永龍太郎（Elements Garden）。
「A.M.D.K.J.」（第87話 - 第97話）
SCANDAL（Colourful Records）によるエンディングテーマ。作詞はRINA、作曲・編曲はMAMI。
映像では冒頭のカットにメインで登場する妖怪や人物名やデフォルメされた顔などが看板などの名前にアレンジされて多数描かれているが、最終回となった97話では、画面右側の1話からのダイジェスト映像と同時に画面左側は順次声の出演とスタッフのクレジット表記が流れる演出が成され、エンディング終了後に本編ラストシーンが描かれて締めとなった。

## 各話リスト
- 本作品では全編を通してタイトルコールがなく、話数が表示された後にサブタイトル表示で最後の一文字がゆらめくという演出がなされた。
- 特番などによる放送休止は以下の通り。
  - 2018年9月9日、2019年11月3日…『FNS27時間テレビ』放送のため休止[注 11]。
  - 2018年12月2日…『映画「ドラゴンボール超 ブロリー」公開直前! TV版クライマックス振り返りSP』放送のため休止。
  - 2018年12月30日、2019年12月29日…各局年末特番編成のため、休止[注 12]。
  - 2019年3月10日、2020年3月8日…『名古屋ウィメンズマラソン 2019・2020』中継のため休止。
  - 2020年3月1日『東京マラソン2020』中継のため休止。

| 話数   | 放送日   | サブタイトル                 | 脚本              | （絵コンテ） 演出                               | 作画監督            |
| 2018年 | 2018年   | 2018年                       | 2018年            | 2018年                                          | 2018年              |
| ------ | -------- | ---------------------------- | ----------------- | ----------------------------------------------- | ------------------- |
| 第1話  | 4月1日   | 妖怪が目覚めた日             | 大野木寛          | 小川孝治                                        | 清水空翔            |
| 第2話  | 4月8日   | 戦慄! 見上げ入道             | 大野木寛          | 竹下健一                                        | 浦田幸博            |
| 第3話  | 4月15日  | たんたん坊の妖怪城           | 吉野弘幸          | （小川孝治） 中村明博                           | 清山滋崇            |
| 第4話  | 4月22日  | 不思議の森の禁忌             | 大野木寛          | 門由利子                                        | 市川吉幸            |
| 第5話  | 4月29日  | 電気妖怪の災厄               | 金月龍之介        | 中村明博                                        | 太田晃博            |
| 第6話  | 5月6日   | 厄運のすねこすり             | 井上亜樹子        | 古賀豪                                          | 小泉昇              |
| 第7話  | 5月13日  | 幽霊電車                     | 吉野弘幸          | 地岡公俊                                        | 浅沼昭弘            |
| 第8話  | 5月20日  | 驚異! 鏡じじいの計略         | 井上亜樹子        | 角銅博之                                        | 袴田裕二            |
| 第9話  | 5月27日  | 河童の働き方改革             | 横谷昌宏          | 山元清里                                        | 信実節子            |
| 第10話 | 6月3日   | 消滅! 学校の七不思議         | 横谷昌宏          | （大畑晃一） 飛田剛                             | 大西陽一            |
| 第11話 | 6月10日  | 日本征服! 八百八狸軍団       | 大野木寛          | やしろ駿                                        | 市川吉幸            |
| 第12話 | 6月17日  | 首都壊滅! 恐怖の妖怪獣       | 大野木寛          | 中村明博                                        | 藤原未来夫          |
| 第13話 | 6月24日  | 欲望の金剛石! 輪入道の罠     | 野村祐一          | 竹下健一                                        | 清山滋崇            |
| 第14話 | 7月1日   | まくら返しと幻の夢           | 吉野弘幸          | 古賀豪                                          | 太田晃博            |
| 第15話 | 7月8日   | ずんべら霊形手術             | 井上亜樹子        | 角銅博之                                        | 小泉昇              |
| 第16話 | 7月15日  | 潮の怪! 海座頭               | 野村祐一          | （小川孝治） 岩井隆央                           | 浅沼昭弘            |
| 第17話 | 7月22日  | 蟹坊主と古の謎               | 横谷昌宏          | （八島善孝） 内山まな                           | 八島善孝            |
| 第18話 | 7月29日  | かわうそのウソ               | 井上亜樹子        | 門由利子                                        | 小松こずえ          |
| 第19話 | 8月5日   | 復活妖怪!? おばけの学校      | 大野木寛          | （越智一裕） 飛田剛                             | 大西陽一            |
| 第20話 | 8月12日  | 妖花の記憶                   | 吉野弘幸          | 三塚雅人                                        | 信実節子            |
| 第21話 | 8月19日  | 炎上! たくろう火の孤独       | 伊達さん          | （清島ゆう子） 熨斗谷充孝                       | 小林ゆかり          |
| 第22話 | 8月26日  | 暴走!! 最恐妖怪牛鬼          | 野村祐一          | 古賀豪                                          | 藤原未来夫          |
| 第23話 | 9月2日   | 妖怪アパート秘話             | 金月龍之介        | 地岡公俊                                        | 市川吉幸            |
| 第24話 | 9月16日  | ねずみ男失踪!? 石妖の罠      | 金月龍之介        | 牧野次郎                                        | 袴田裕二            |
| 第25話 | 9月23日  | くびれ鬼の呪詛               | 大野木寛          | 角銅博之                                        | 小泉昇              |
| 第26話 | 9月30日  | 蠱惑 麗しの画皮              | 井上亜樹子        | （やしろ駿） 中村明博                           | 清山滋崇            |
| 第27話 | 10月7日  | 襲来! バックベアード軍団     | 金月龍之介        | （なかの★陽） 岩井隆央                          | 大西陽一            |
| 第28話 | 10月14日 | 妖怪大戦争                   | 金月龍之介        | 三塚雅人                                        | 太田晃博            |
| 第29話 | 10月21日 | 狂気のフランケンシュタイン   | 野村祐一          | （佐々木憲世） 牧野次郎                         | 藤原未来夫          |
| 第30話 | 10月28日 | 吸血鬼のハロウィンパーティー | 金月龍之介        | 角銅博之                                        | 市川吉幸            |
| 第31話 | 11月4日  | 小豆洗い小豆はかり小豆婆     | 井上亜樹子        | 熨斗谷充孝                                      | 小林ゆかり          |
| 第32話 | 11月11日 | 悪魔ベリアル百年の怨嗟       | 野村祐一          | （八島善孝） 内山まな                           | 八島善孝            |
| 第33話 | 11月18日 | 狐の嫁入りと白山坊           | 吉野弘幸          | 前島健一                                        | 鈴木伸一 桝井一平   |
| 第34話 | 11月25日 | 帝王バックベアード           | 金月龍之介        | （越智一裕） 飛田剛                             | 小泉昇              |
| 第35話 | 12月9日  | 運命の魔女たち               | 大野木寛          | 門由利子                                        | 小松こずえ          |
| 第36話 | 12月16日 | 日本全妖怪化計画             | 大野木寛          | やしろ駿                                        | 中條久美 信実節子   |
| 第37話 | 12月23日 | 決戦!! バックベアード        | 大野木寛          | （小川孝治） 岩井隆央                           | 浅沼昭弘            |
| 2019年 |          |                              |                   |                                                 |                     |
| 第38話 | 1月6日   | 新春食人奇譚 火車            | 横谷昌宏          | 竹下健一                                        | 清山滋崇            |
| 第39話 | 1月13日  | 雪女純白恋愛白書             | 井上亜樹子        | 古賀豪                                          | 大西陽一            |
| 第40話 | 1月20日  | 終極の譚歌さら小僧           | 伊達さん          | 牧野次郎                                        | 八島善孝            |
| 第41話 | 1月27日  | 怪事! 化け草履の乱           | 伊達さん          | 中村明博                                        | 藤原未来夫          |
| 第42話 | 2月3日   | 百々爺の姦計妖怪大裁判       | 大野木寛          | 地岡公俊                                        | 市川吉幸            |
| 第43話 | 2月10日  | 永遠の命おどろおどろ         | 野村祐一 大野木寛 | 角銅博之                                        | 太田晃博            |
| 第44話 | 2月17日  | なりすましのっぺらぼう       | 井上亜樹子        | （なかの★陽） 内山まな                          | 真波三郎            |
| 第45話 | 2月24日  | 真相は万年竹の藪の中         | 伊達さん          | 前島健一                                        | 鈴木伸一            |
| 第46話 | 3月3日   | 呪いのひな祭 麻桶毛          | 井上亜樹子        | 門由利子                                        | 小泉昇              |
| 第47話 | 3月17日  | 赤子さらいの姑獲鳥           | 吉野弘幸          | （越智一裕） 岩井隆央                           | 大西陽一 清山滋崇   |
| 第48話 | 3月24日  | 絶望と漆黒の虚無             | 大野木寛          | やしろ駿                                        | 袴田裕二            |
| 第49話 | 3月31日  | 名無しと真名                 | 大野木寛          | （小川孝治） 飛田剛                             | 藤原未来夫          |
| 第50話 | 4月7日   | 地獄からの使者 鵺            | 吉野弘幸          | （八島善孝） 中村明博                           | 八島善孝            |
| 第51話 | 4月14日  | 閻魔大王の密約               | 吉野弘幸          | （越智一裕） （なかの★陽） 内山まな             | 市川吉幸            |
| 第52話 | 4月21日  | 少女失踪! 木の子の森         | 野村祐一          | （なかの★陽） 岩井隆央                          | 大西陽一            |
| 第53話 | 4月28日  | 自己愛暴発! ぬけ首危機一髪   | 井上亜樹子        | 前島健一                                        | 鈴木伸一            |
| 第54話 | 5月5日   | 泥田坊と命と大地             | 金月龍之介        | 畑野森生                                        | 浅沼昭弘            |
| 第55話 | 5月12日  | 狒々のハラスメント地獄       | 市川十億衛門      | やしろ駿                                        | 真波三郎            |
| 第56話 | 5月19日  | 魅惑の旋律 吸血鬼エリート    | 長谷川圭一        | 古賀豪                                          | 袴田裕二            |
| 第57話 | 5月26日  | 鮮血の貴公子 ラ・セーヌ      | 大野木寛          | 角銅博之                                        | 小泉昇              |
| 第58話 | 6月2日   | 半魚人のかまぼこ奇談         | 金月龍之介        | 門由利子                                        | 清山滋崇 信実節子   |
| 第59話 | 6月9日   | 女妖怪・後神との約束         | 長谷川圭一        | （なかの★陽） 内山まな                          | 八島善孝            |
| 第60話 | 6月16日  | 漆黒の冷気 妖怪ぶるぶる      | 伊達さん          | 竹下健一                                        | 藤原未来夫          |
| 第61話 | 6月23日  | 豆腐小僧のカビパンデミック   | 市川十億衛門      | 中村明博                                        | 大西陽一 藤原未来夫 |
| 第62話 | 6月30日  | 地獄の四将 黒坊主の罠        | 吉野弘幸          | 牧野次郎                                        | 市川吉幸            |
| 第63話 | 7月7日   | 恋の七夕妖怪花               | 井上亜樹子        | 前島健一                                        | 鈴木伸一            |
| 第64話 | 7月14日  | 水虎が映す心の闇             | 長谷川圭一        | 角銅博之                                        | 小泉昇              |
| 第65話 | 7月21日  | 建国!? 魔猫の大鳥取帝国      | 井上亜樹子        | （小川孝治） 上田芳裕                           | 真波三郎            |
| 第66話 | 7月28日  | 死神と境港の隠れ里           | 長谷川圭一        | （八島善孝） 岩井隆央                           | 八島善孝            |
| 第67話 | 8月4日   | SNS中毒VS縄文人              | 市川十億衛門      | なかの★陽                                       | 清山滋崇            |
| 第68話 | 8月11日  | 極刑! 地獄流し               | 伊達さん          | 畑野森生                                        | 袴田裕二            |
| 第69話 | 8月18日  | 地獄の四将 鬼童伊吹丸        | 吉野弘幸          | （地岡公俊） 松實航                             | 浅沼昭弘            |
| 第70話 | 8月25日  | 霊障 足跡の怪                | 長谷川圭一        | 角銅博之                                        | 八島善孝            |
| 第71話 | 9月1日   | 唐傘の傘わずらい             | 伊達さん          | （前島健一） 清水明                             | 鈴木伸一            |
| 第72話 | 9月8日   | 妖怪いやみの色ボケ大作戦     | 井上亜樹子        | （地岡公俊） 野呂彩芳                           | 市川吉幸            |
| 第73話 | 9月15日  | 欲望のヤマタノオロチ         | 大野木寛          | 上田芳裕                                        | 藤原未来夫          |
| 第74話 | 9月22日  | 地獄崩壊!? 玉藻前の罠        | 吉野弘幸          | 虎田功                                          | 信実節子            |
| 第75話 | 9月29日  | 九尾の狐                     | 吉野弘幸          | （牧野次郎） 飛田剛                             | 小泉昇              |
| 第76話 | 10月6日  | ぬらりひょんの野望           | 大野木寛          | （なかの★陽） 内山まな                          | 八島善孝            |
| 第77話 | 10月13日 | 人間消失! 猫仙人の復讐       | 大野木寛          | 中村明博                                        | 清山滋崇            |
| 第78話 | 10月20日 | 六黒村の魍魎                 | 長谷川圭一        | 門由利子                                        | 大西陽一            |
| 第79話 | 10月27日 | こうもり猫のハロウィン大爆発 | 伊達さん          | （前島健一） 清水明                             | 鈴木伸一            |
| 第80話 | 11月10日 | 陰摩羅鬼の罠                 | 大野木寛          | （越智一裕） 岩井隆央                           | 真波三郎            |
| 第81話 | 11月17日 | 熱血漫画家 妖怪ひでり神      | 金月龍之介        | 角銅博之                                        | 袴田裕二            |
| 第82話 | 11月24日 | 爺婆ぬっぺっぽう             | 金月龍之介        | （八島善孝） 内山まな                           | 八島善孝            |
| 第83話 | 12月1日  | 憎悪の連鎖 妖怪ほうこう      | 長谷川圭一        | 古賀豪                                          | 市川吉幸            |
| 第84話 | 12月8日  | 外国人労働者チンさん         | 市川十億衛門      | （小川孝治） （胡桃野蛍木） 前屋俊広 内野宮晃希 | 鈴木伸一            |
| 第85話 | 12月15日 | 巨人ダイダラボッチ           | 長谷川圭一        | 竹下健一                                        | 浅沼昭弘            |
| 第86話 | 12月22日 | 鮮血のクリスマス             | 井上亜樹子        | 上田芳裕                                        | 藤原未来夫          |
| 2020年 |          |                              |                   |                                                 |                     |
| 第87話 | 1月5日   | 貧乏神と座敷童子             | 井上亜樹子        | （なかの★陽） 岩井陸央                          | 小泉昇              |
| 第88話 | 1月12日  | 一反もめんの恋               | 市川十億衛門      | （上田芳裕） 飛田剛                             | 清山滋崇 信実節子   |
| 第89話 | 1月19日  | 手の目の呪い                 | 金月龍之介        | 中村明博                                        | 八島善孝            |
| 第90話 | 1月26日  | アイドル伝説さざえ鬼         | 野村祐一          | 熨斗谷充孝                                      | 鈴木伸一            |
| 第91話 | 2月2日   | アンコールワットの霧の夜     | 長谷川圭一        | 角銅博之                                        | 太田晃博            |
| 第92話 | 2月9日   | 構成作家は天邪鬼             | 伊達さん          | （真波三郎） 内山まな                           | 真波三郎            |
| 第93話 | 2月16日  | まぼろしの汽車               | 吉野弘幸          | 古賀豪                                          | 大西陽一            |
| 第94話 | 2月23日  | ぶらり不死見温泉バスの旅     | 金月龍之介        | 松實航                                          | 藤原未来夫          |
| 第95話 | 3月15日  | 妖怪大同盟                   | 金月龍之介        | 竹下健一                                        | 袴田裕二            |
| 第96話 | 3月22日  | 第二次妖怪大戦争             | 大野木寛          | （やしろ駿） 中村明博                           | 市川吉幸            |
| 第97話 | 3月29日  | 見えてる世界が全てじゃない   | 大野木寛          | 小川孝治                                        | 小泉昇              |

CM前後のアイキャッチには、原作者の水木が生前に描いたイラストや、水木しげる記念館などの作品ゆかりの地が紹介されている。CM前のアイキャッチはSDタッチの鬼太郎とねこ娘が登場し、立て看板を半回転させるとイラストが浮かび上がるもの。その際、回転の遠心力で2人が左へ飛ばされるものと、回転した立て看板にしがみつくものの2パターンが存在する。CM後はイラストの右側にLINEスタンプのようなイラストが毎回異なる3つのものが出てくる。なお、その一部は実際にLINE STOREでスタンプとして配布されている。

## 放送局
| 放送期間 | 放送時間                                                 | 放送局             | 対象地域      | 備考      |
| --- | -------------------------------------------------------- | ------------------ | ------------- | --------- |
| 2018年4月1日 - 2020年3月29日 | 日曜 9:00 - 9:30                                         | フジテレビ         | 関東広域圏    | 制作局    |
| |                                                          | 北海道文化放送     | 北海道        | [ 注 15 ] |
| |                                                          | 岩手めんこいテレビ | 岩手県        |           |
| |                                                          | 仙台放送           | 宮城県        | [ 注 16 ] |
| |                                                          | 福島テレビ         | 福島県        |           |
| |                                                          | さくらんぼテレビ   | 山形県        |           |
| |                                                          | NST新潟総合テレビ  | 新潟県        | [ 注 17 ] |
| |                                                          | 長野放送           | 長野県        |           |
| |                                                          | テレビ静岡         | 静岡県        |           |
| |                                                          | 石川テレビ         | 石川県        |           |
| |                                                          | 東海テレビ         | 中京広域圏    |           |
| |                                                          | 関西テレビ         | 近畿広域圏    |           |
| |                                                          | さんいん中央テレビ | 島根県 鳥取県 | [ 注 18 ] |
| |                                                          | 岡山放送           | 岡山県 香川県 |           |
| |                                                          | テレビ新広島       | 広島県        |           |
| |                                                          | 高知さんさんテレビ | 高知県        |           |
| |                                                          | テレビ西日本       | 福岡県        |           |
| |                                                          | サガテレビ         | 佐賀県        |           |
| |                                                          | 鹿児島テレビ       | 鹿児島県      |           |
| 2018年4月15日 - 2020年4月5日 | 日曜 6:30 - 7:00                                         | 秋田テレビ         | 秋田県        |           |
| 2018年4月21日 - 2020年4月4日 | 土曜 5:30 - 6:00                                         | テレビ熊本         | 熊本県        |           |
| 2018年4月21日 - 2020年4月5日 | 土曜 6:25 - 6:55                                         | 富山テレビ         | 富山県        | [ 注 19 ] |
| 2018年4月28日 - 2020年3月28日 2020年4月3日 - 4月10日                                                                                        | 土曜 5:30 - 6:00 金曜 16:20 - 16:50                      | テレビ愛媛         | 愛媛県        |           |
| 2018年4月29日 - 2020年4月5日 | 日曜 5:30 - 6:00                                         | テレビ宮崎         | 宮崎県        |           |
| 2018年5月6日 - 2020年4月5日 | 日曜 6:30 - 7:00                                         | テレビ長崎         | 長崎県        |           |
| 2018年5月20日 - 2020年4月5日 | 日曜 5:00 - 5:30                                         | 福井テレビ         | 福井県        |           |
| 2018年7月17日 - 7月20日 2018年7月27日 - 8月3日                                                                                              | 平日 16:20 - 16:50                                       | 沖縄テレビ         | 沖縄県        | /         |
| 2019年8月9日 - 8月30日 2019年11月11日 - 2020年1月23日 2020年8月3日 - 9月8日                                                                 | 平日 13:00 - 14:00 平日 19:30 - 20:00 平日 15:00 - 16:00 | アニマックス       | 日本全域      | BS/CS放送 |
| 全局で字幕放送・解説放送を実施。連動データ放送は同時ネット局のみ実施。 日本テレビ系列とのクロスネットであるテレビ大分では放送されなかった。 |                                                          |                    |               |           |

| 配信期間        | 配信時間 | 配信サイト |
| --------------- | -------- | --- |
| 2018年4月15日 - | 不明     | J:COMオンデマンド ビデオパス dTV U-NEXT アニメ放題 FOD ニコニコチャンネル ビデオマーケット 東映アニメオンデマンド DMM.com music.jp |
| 2018年4月16日 - |          | TSUTAYA TV |
| 2018年4月18日 - |          | Happy動画 |
| 2018年4月22日 - |          | dアニメストア GYAO! |
| 2018年4月29日 - |          | Netflix |
| 2018年5月7日 -  |          | バンダイチャンネル |

## 映画
劇場用映画
鬼太郎誕生 ゲゲゲの謎（2023年11月17日公開）
イベント上映
『ゲゲゲの鬼太郎 魂とアート VR 魂の送り火』
『ゲゲゲの鬼太郎 魂とアート 3D 魂の行方』
アニメ化50周年記念デジタルアートプロジェクトとして制作された3Dアトラクションムービー。魂の送り火はVRアプリ、魂の行方は3D立体ムービー。2018年9月28日以降「VR/AR/MR ビジネスEXPO TOKYO」「未来チャレンジコンソーシアム」等で上映。
魂の送り火
- 演出 - 並松翔
- プロデューサー - 三上昌史
- メインエンジニア - 森橋晃
- モデリング - 東映アニメーションデジタル映像部

魂の行方
- 脚本 - 松瀬勝、今井克尚
- 監督 - 松瀬勝
- 制作 - 東映アニメーション

## 小説
小説 ゲゲゲの鬼太郎 〜蒼の刻（あおのとき）〜
講談社キャラクター文庫より2019年5月27日発行。複数のアニメ脚本家による短編集。作者は大野木寛、井上亜樹子、山田瑞季、永富大地。ISBN 978-4065143698。
小説 ゲゲゲの鬼太郎 〜朱の音（あかのおと）〜
講談社キャラクター文庫より2020年3月25日発行。複数のアニメ脚本家による短編集。作者は大野木寛、市川十億衛門、金月龍之介、永富大地。ISBN 978-4065184752。
ゲゲゲの鬼太郎
ポプラキミノベルより刊行された。峰守ひろかずの著によるノベライズ。
1. 妖怪が目覚めた日 2022年8月18日発売、ISBN 978-4591174081
2. まくら返しと幻の夢 2022年10月13日発売、ISBN 978-4591175040
3. 妖怪アパート秘話 2023年2月15日発売、ISBN 978-4591177099
4. 襲来! バックベアード軍団 2023年6月13日発売、ISBN 978-4591178195
5. 名無しと真名 2023年10月12日発売、ISBN 978-4591179406

## プラネタリウム番組
ゲゲゲの鬼太郎～河童のテラフォーミング
2023年9月中旬より全国の科学館・博物館のプラネタリウムで順次公開。
脚本：大野木寛、監督：四分一節子、演出：辻橋綾香。

## 商品情報

### DVD / BD
発売元・販売元：ハピネット、各巻2枚組のBOX（全話収録BOXは16枚組）
| 巻数 | 発売日        | 規格品番  | 規格品番  | 収録話          |
| 巻数 | 発売日        | BD        | DVD       | 収録話          |
| ---- | ------------- | --------- | --------- | --------------- |
| 1    | 2018年10月2日 | BIXA-9011 | BIBA-9021 | 第1話 - 第12話  |
| 2    | 2019年1月9日  | BIXA-9012 | BIBA-9022 | 第13話 - 第26話 |
| 3    | 2019年4月2日  | BIXA-9013 | BIBA-9023 | 第27話 - 第37話 |
| 4    | 2019年7月2日  | BIXA-9014 | BIBA-9024 | 第38話 - 第49話 |
| 5    | 2019年10月2日 | BIXA-9065 | BIBA-9075 | 第50話 - 第62話 |
| 6    | 2020年1月8日  | BIXA-9066 | BIBA-9076 | 第63話 - 第75話 |
| 7    | 2020年4月2日  | BIXA-9067 | BIBA-9077 | 第76話 - 第86話 |
| 8    | 2020年7月3日  | BIXA-9068 | BIBA-9078 | 第87話 - 第97話 |
| BOX  | 2023年3月8日  | BIXA-9079 | BIBA-9080 | 第1話 - 第97話  |

### CD
- マキシシングル
  - 鏡の中から（2018年4月18日発売）
まねきケチャが歌うエンディングテーマを収録。メンバー別仕様5種のほか、DVD付き、CDのみの計7形態が発売。発売元は日本コロムビア。
  - S & G（2018年7月18日発売、品番：VICL-37402）
レキシが歌うエンディングテーマを収録。発売元はビクターエンタテインメント。
  - ゲゲゲの鬼太郎/見えんけれども おるんだよ（2018年10月23日発売、品番：COCC-17539）
氷川きよしが歌うオープニング、エンディングテーマを収録。発売元は日本コロムビア。
  - No.999（2019年1月23日発売、品番：VICL-37441）
go!go!vanillasが歌うエンディングテーマを収録。発売元はビクターエンタテインメント。
  - RONDO（2019年5月22日発売、品番：VICL-79004）
BUCK-TICKが歌うエンディングテーマを収録。発売元はビクターエンタテインメント。
  - うしみつジャンボリー（2019年7月24日発売、品番：COCA-17646）
スターダスト☆レビューが歌うエンディングテーマを収録。発売元は日本コロムビア。
  - あるわけないの（2019年12月18日発売、品番：COCP-17697）
まねきケチャが歌うエンディングテーマを収録。発売元は日本コロムビア。
  - Kiss from the darkness（2020年2月12日発売、品番：COCP-VICL-65310）
SCANDALが歌うエンディングテーマを収録。発売元はビクターエンタテインメント。
- アルバム
  - 『ゲゲゲの鬼太郎』オリジナル・サウンドトラック（2018年12月19日発売、品番：COCX-40660）
劇伴楽曲のほか、主題歌のTVサイズなども収録。発売元は日本コロムビア。
  - 『ゲゲゲの鬼太郎』オリジナル・サウンドトラック 其ノ弐（2020年3月4日発売、品番：COCX-41086）
前作に収録できなかった劇伴楽曲のほか、新規楽曲なども収録。発売元は日本コロムビア。

### オムニバス
- ゲゲゲの鬼太郎 歴代主題歌集（2019年3月20日発売、品番：COCX-40763）
第1シリーズから第6シリーズのオープニング主題歌や、カヴァー・ヴァージョンなどを収録。発売元は日本コロムビア。

### 関連書籍
- 『ゲゲゲの鬼太郎 ゲゲゲ ヒロインの森』（講談社、2019年9月、ISBN 978-4-06-516643-7）
- 『ゲゲゲの鬼太郎 CHARACTER BOOK ねこ娘大全』（文藝春秋〈文春MOOK〉、2020年3月、ISBN 978-4-16-007006-6）- Kindle版は2018年に発売。
- 『ゲゲゲの鬼太郎 CHARACTER BOOK ねずみ男大全』（文藝春秋〈文春MOOK〉、2020年3月、ISBN 978-4-16-007007-3）- Kindle版は2019年に発売。